# 大石千代子
大石 千代子（おおいし ちよこ、1907年2月7日 - 1979年1月5日）は、日本の小説家。福岡県出身。第9回芥川賞候補。

## 経歴・人物
1907年福岡県京都郡豊津町生まれ。京都高等女学校（現・福岡県立京都高等学校）卒業。本名は有山千代子。鶴田知也らの同人誌「村の我等」に参加。ブラジルやフィリピンに滞在した経験を持ち、移民や大陸開拓の題材が多い。
71歳で他界。

## 受賞歴・候補歴
- 1929年 - 『婦人公論』懸賞小説一等入選。
- 1939年 -  『ベンゲット移民』で、第9回芥川賞予選候補。

## 作品
- 『ベンゲット移民』（1939年、岡倉書房）
- 『交換船』（1940年、金星堂）
- 『山に生きる人々』（1943年、洛陽書院）
- 『黒い眉』（1955年、文學界「隊商」16集）
- 『白い夜明け』（1956年、同誌18集）
- 『人柱』（1960年、新流社）
- 『底のない沼』（1962年、三一書房）
- 『ベンゲット道路』（1963年、日本週報社）
- 『いいこと三つ 』（1979年、秋書房）

## 参考資料
- 芥川賞予選候補作家の群像
- Webcat Plus